# 特種東海製紙
特種東海製紙株式会社（とくしゅとうかいせいし、英: Tokushu Tokai Paper Co., Ltd.）は、製紙業界大手の東海パルプ株式会社と特殊紙（偽造防止用紙、情報用紙、ファンシーペーパー）大手の特種製紙株式会社の経営統合により発足した持株会社である。東京都千代田区丸の内に東京本社を、静岡県島田市に本店を置く。2015年3月末での売上高（連結）は製紙業界11位。
2010年（平成22年）4月1日、東海パルプおよび特種製紙を吸収合併し事業持株会社に転換、通称を「特種東海製紙」に変更。7月に「特種東海ホールディングス株式会社」から「特種東海製紙株式会社」に商号変更した。
東海パルプ時代より静岡県の最北端・大井川の最上流部（間ノ岳を北端に笊ヶ岳・聖岳を南端とした地域）に、1団地としては日本最大の社有林（井川社有林）を持つ。

## 沿革
- 2007年（平成19年）
  - 4月2日 - 東海パルプと特種製紙の株式移転により、特種東海ホールディングス株式会社設立。
  - 6月19日 - 王子製紙株式会社と、特殊紙事業での戦略的な資本・業務提携を結んだと発表。
- 2010年（平成22年）
  - 4月1日 - 連結子会社である東海パルプおよび特種製紙を吸収合併、通称を特種東海製紙に変更。
  - 7月 - 商号を特種東海製紙株式会社に変更。
- 2014年（平成26年）12月31日 - 島田工場にて火災発生。翌年にかけ燃え続け木質チップ貯蔵庫を焼失[1]。
- 2016年（平成28年）10月1日 - 段ボール原紙及び重袋用・一般両更クラフト紙事業について、日本製紙株式会社と事業提携。特種東海製紙の島田工場を合弁会社である新東海製紙株式会社（当社子会社）に移管。両社の販売機能を合弁会社である日本東海インダストリアルペーパーサプライ株式会社（日本製紙の子会社）に移管[2][3][4][5]。
- 2019年（平成31年）4月 - 新規事業として社有林にウイスキーの蒸留所を着工。2020年の稼働を目指す[6]。
- 2023年（令和5年）4月24日 - 東京都中央区八重洲にあった住友不動産八重洲ビルの解体に伴い、東京本社を千代田区丸の内の鉄鋼ビルディング内に移転[7]。

## 主な製品

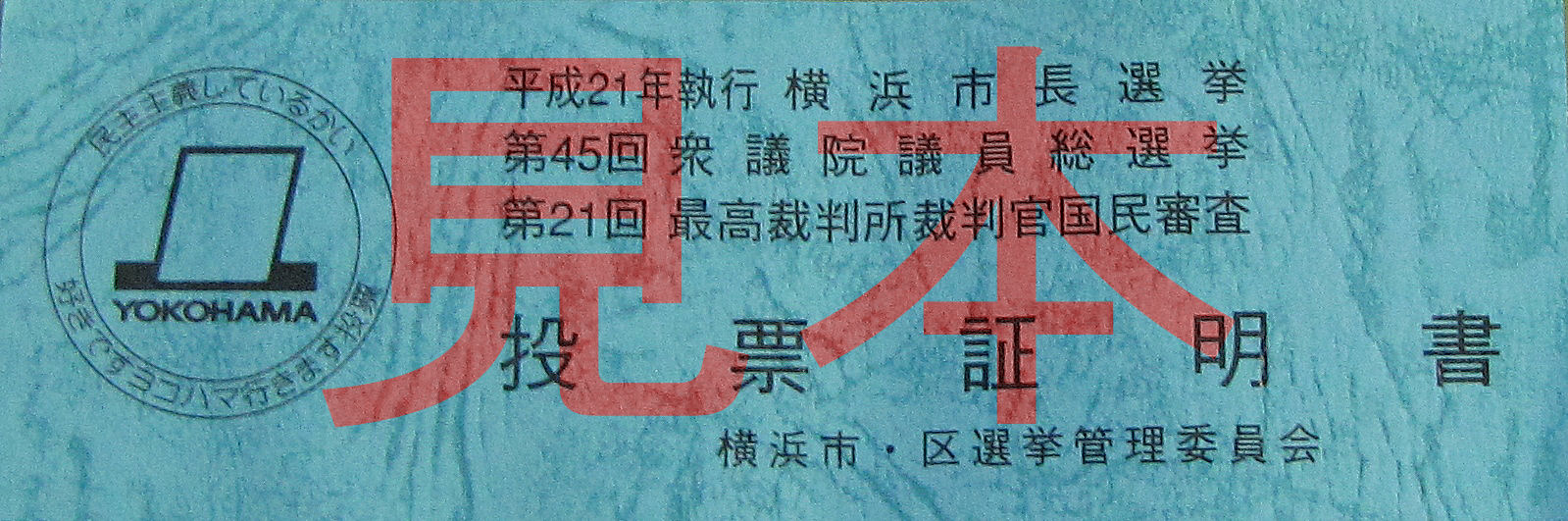
子牛の皮のような模様が特徴の特殊紙 レザック66（色：スカイ）

## 関係会社
- 株式会社特種東海フォレスト
- 特種東海マテリアルズ株式会社
- 株式会社レックス
- 静岡ロジスティクス株式会社 - 旧・特種ロジスティクス。
- 新東海ロジスティクス株式会社
- 株式会社TTトレーディング
- 特種東海エコロジー株式会社
- 株式会社トライフ
- 新東海製紙株式会社
- 株式会社駿河サービス工業

## 自家発電

赤松発電所

- 赤松発電所 - 島田市相賀字渡口230-2にある水力発電所。1957年（昭和32年）に運転を開始し、2014年（平成26年）に設備を一新。大井川用水から水を取り入れ、最大6,310キロワットの電力を発生する。年間発生電力量は5,200万キロワット時。周辺は公園として整備され、当所で発電用水車として使用していたカプラン水車も展示されている[8][9]。
- 三島工場 - 工場の屋上1,305平方メートルに810枚のソーラーパネルを設置し、最大200キロワットの電力を発生する。年間発生電力量は18万9,000キロワット時。中庭にも5キロワットの風力発電機を設置し、照明の電源として利用している。